# Profiterola

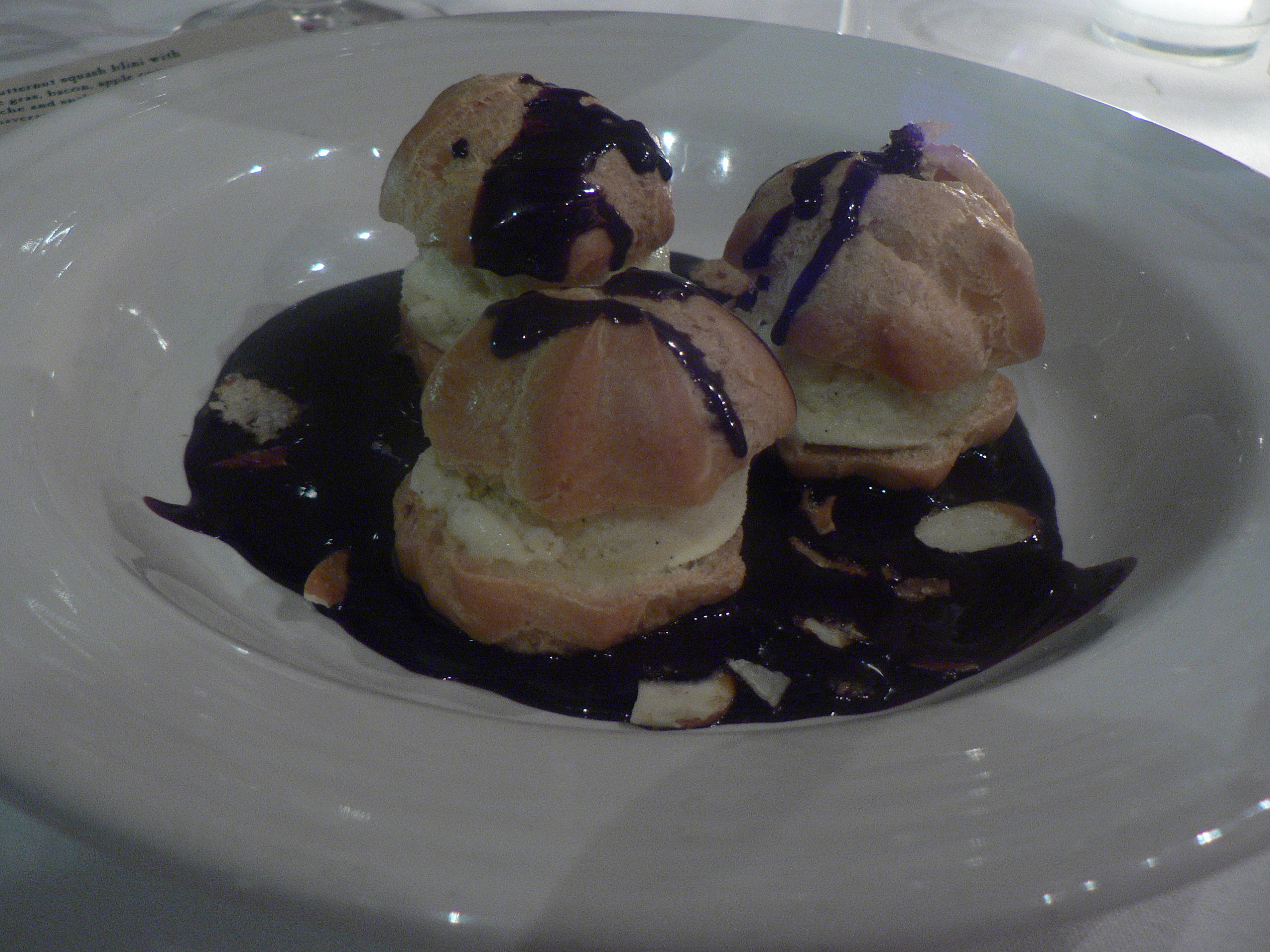
Profiteroles

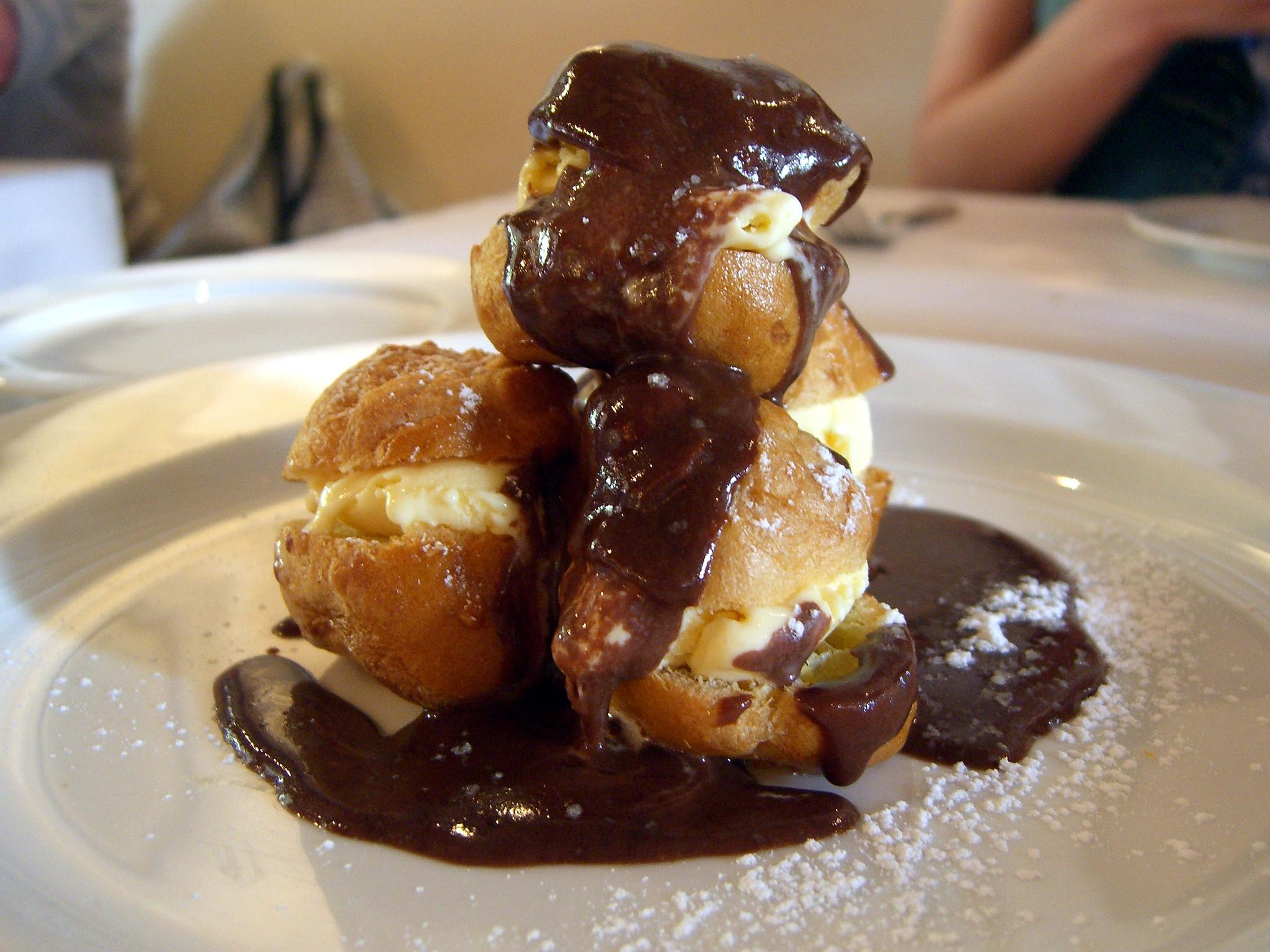
Se solen servir tres o quatre profiteroles, en el segon cas és molt típic fer aquesta mena de petit castell.

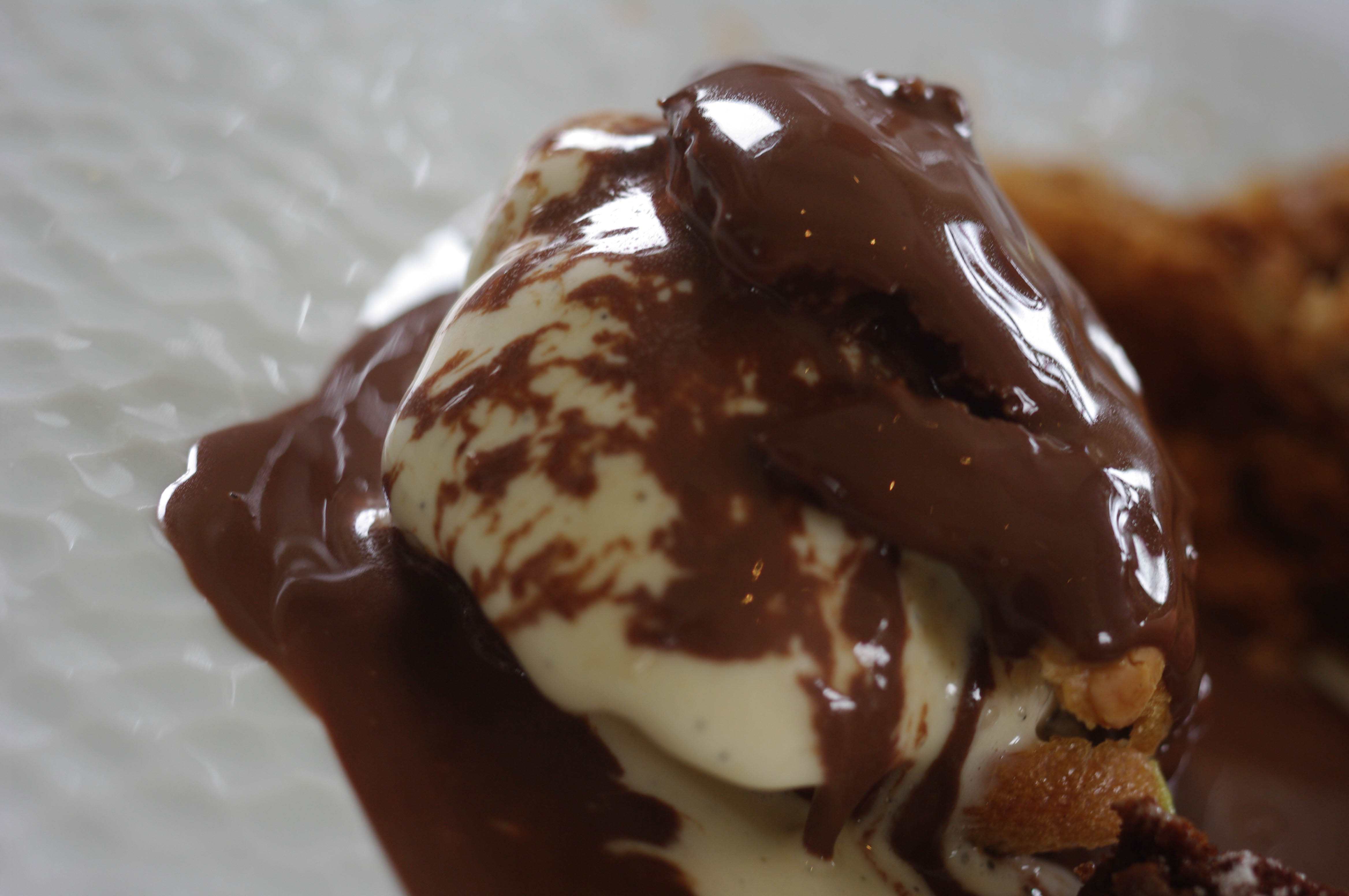
Profiterola de gelat i xocolata calenta

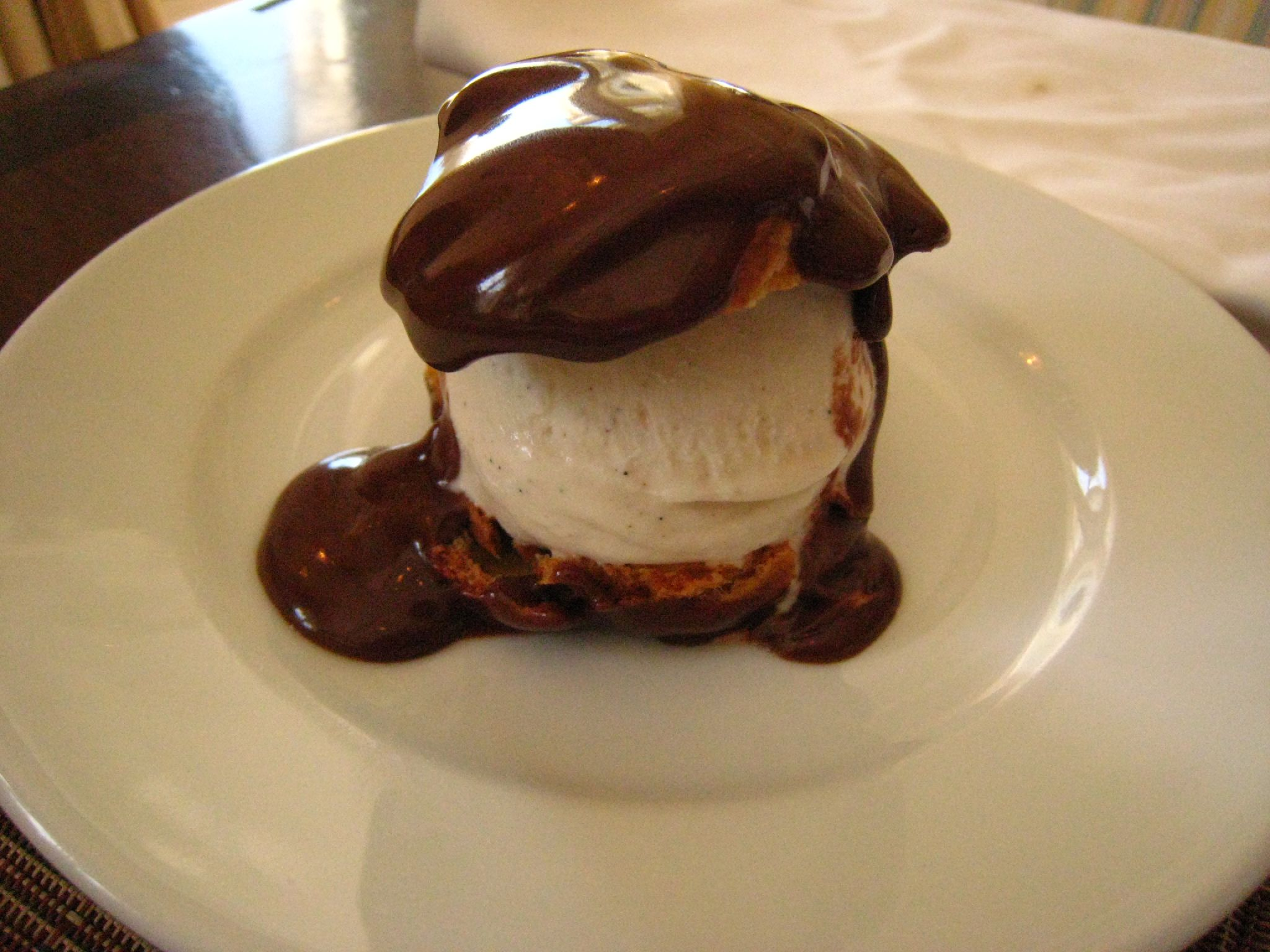
Profiterola gegant farcida de gelat, una variant de les profiteroles més típiques.

Les profiteroles són lioneses que s'omplen amb diversos ingredients com nata muntada, crema catalana o gelat i cobertes tradicionalment de xocolata desfeta, o alternativament de xarop de xocolata, caramel o una salsa similar. N'existeixen variants segons les regions del món on s'elaborin.
Per exemple, a Galícia solen estar farcides d'ingredients dolços com crema o xocolata i els austríacs contenen formatge quark.

## Història
L'origen d'aquestes postres i el seu nom són obscurs.

## Influència en la cultura
Les profiteroles apareixen en la literatura catalana, són per exemple esmentades per Montserrat Roig, que en el seu llibre de memòries Un pensament de sal, un pessic de pebre diu "doneu a un vell que estimeu un bon plat de profiteroles amb nata i el fareu feliç", però només si la xocolata que les cobreix és "ben calenta", ja que si aquesta ja és tèbia per a ella esdevenen unes postres "mediocres".

## Variants
A la cuina italiana, gallega, occitana i dels Països Catalans es mengen com a postres. En un plat se solen posar de dues a quatre lioneses, segons la seva mida i la generositat de qui les serveix, i es vessa xocolata per sobre. Les lioneses venudes per separat no solen estar banyades amb salsa i és freqüent trobar-les presentades en una plata familiar, de manera que cada persona n'agafi directament d'ella. A França és més freqüent presentar-les en forma de pastís de lioneses, tot i que les profiteroles amb xocolata, com a postres, també són habituals als restaurants.
A l'Uruguai a les profiteroles se les coneix com a "bombes" amb les quals s'acompanyen mats en els esmorzars i, especialment, en les berenars. Com a Europa, és comú que s'emplenin de gelat, sovint servides en fred amb xocolata calenta per provocar un contrast de temperatura.

## En altres llengües
Les profiteroles en els Estats Units es diuen, parlant en anglès, cream puff o choux à la crème, allà és una bola de massa de lionesa farcida amb diversos ingredients dolços possibles. En castellà es poden anomenar petisús.
En anglès aquesta paraula (també escrita prophitrole, profitrolle, profiterolle) existeix d'ençà del segle xvi com un manlleu del francès. Una recepta francesa del segle xvi per a un Potage de profiterolles o profiterolles descriu una sopa de pa sec (presumiblement les profiteroles) submergida en un brou d'ametlles i acompanyada de tòfones, etc. L'actual significat apareix al segle xix.